# Gladiátor (harcos)

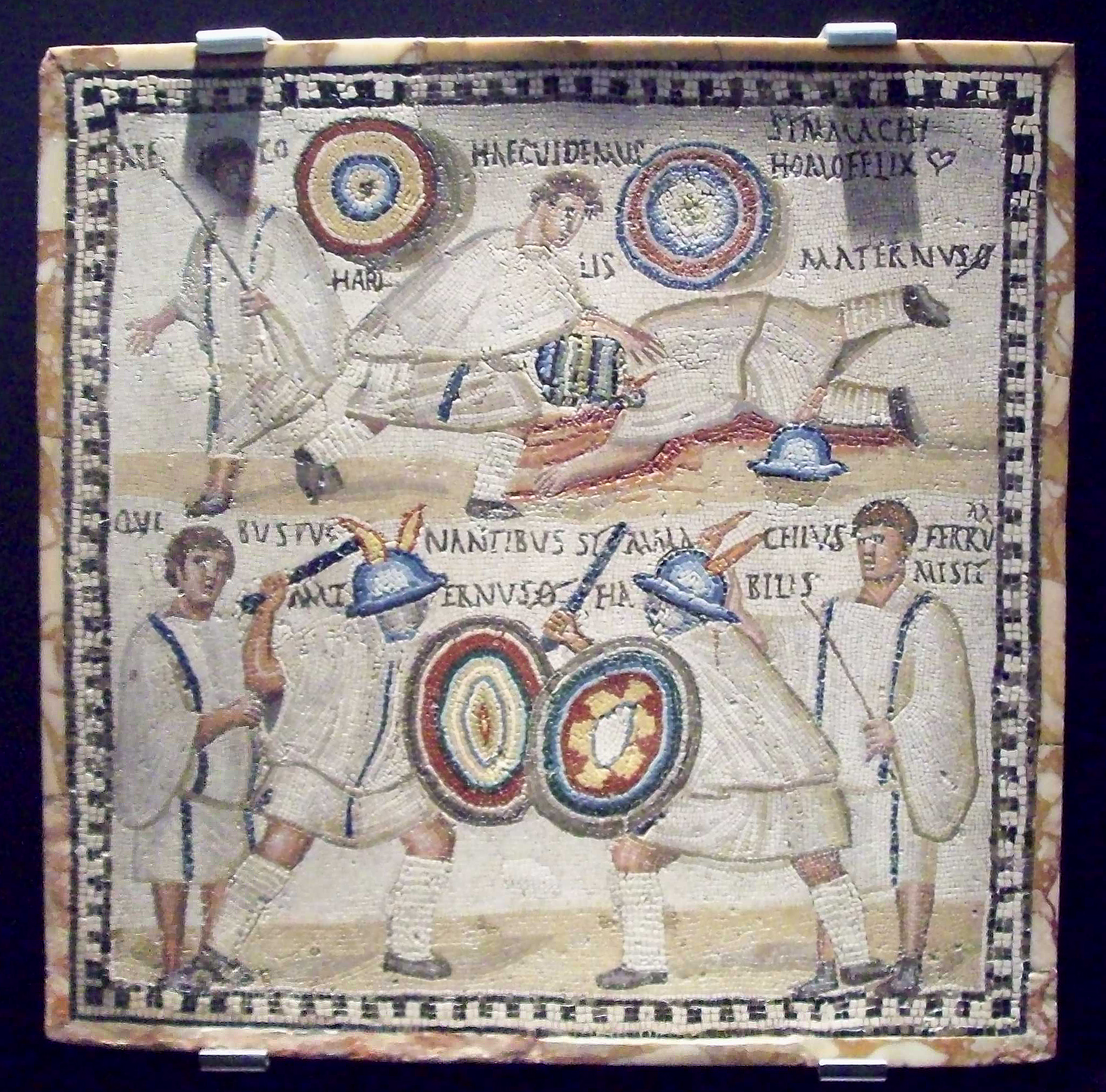
Két Murmillo gladiátor harca egy 3. századi mozaikon

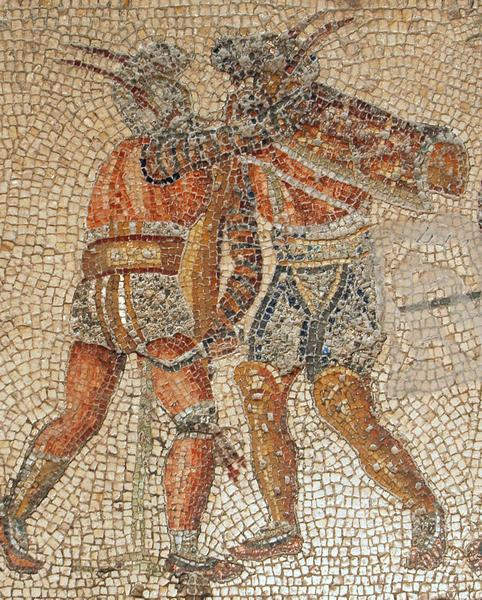
Murmillo és thrák katona küzdelme, (mozaik) Régészeti Múzeum, Tripoli

A gladiátorok az ókori római amfiteátrumokban fegyverzettel küzdő harcosok voltak.
A gladiátorok rabszolgák voltak. A gladiátor (latin: gladius = kard, gladiator = kardforgató) elnevezés arra utal, hogy a játékok széles körű elterjedése idején a harcosok többsége kardot, gladiust forgatott. Valójában történetük a múltban sokkal mélyebben gyökerezik, mint ahogy eleinte gondolták.

## Története
A gladiátorok története az etruszk korban kezdődött. Tevékenységük a halottak tiszteletével volt kapcsolatos, a küzdelmeket a halott sírján vívták, az emberáldozatokat helyettesítették ezzel.

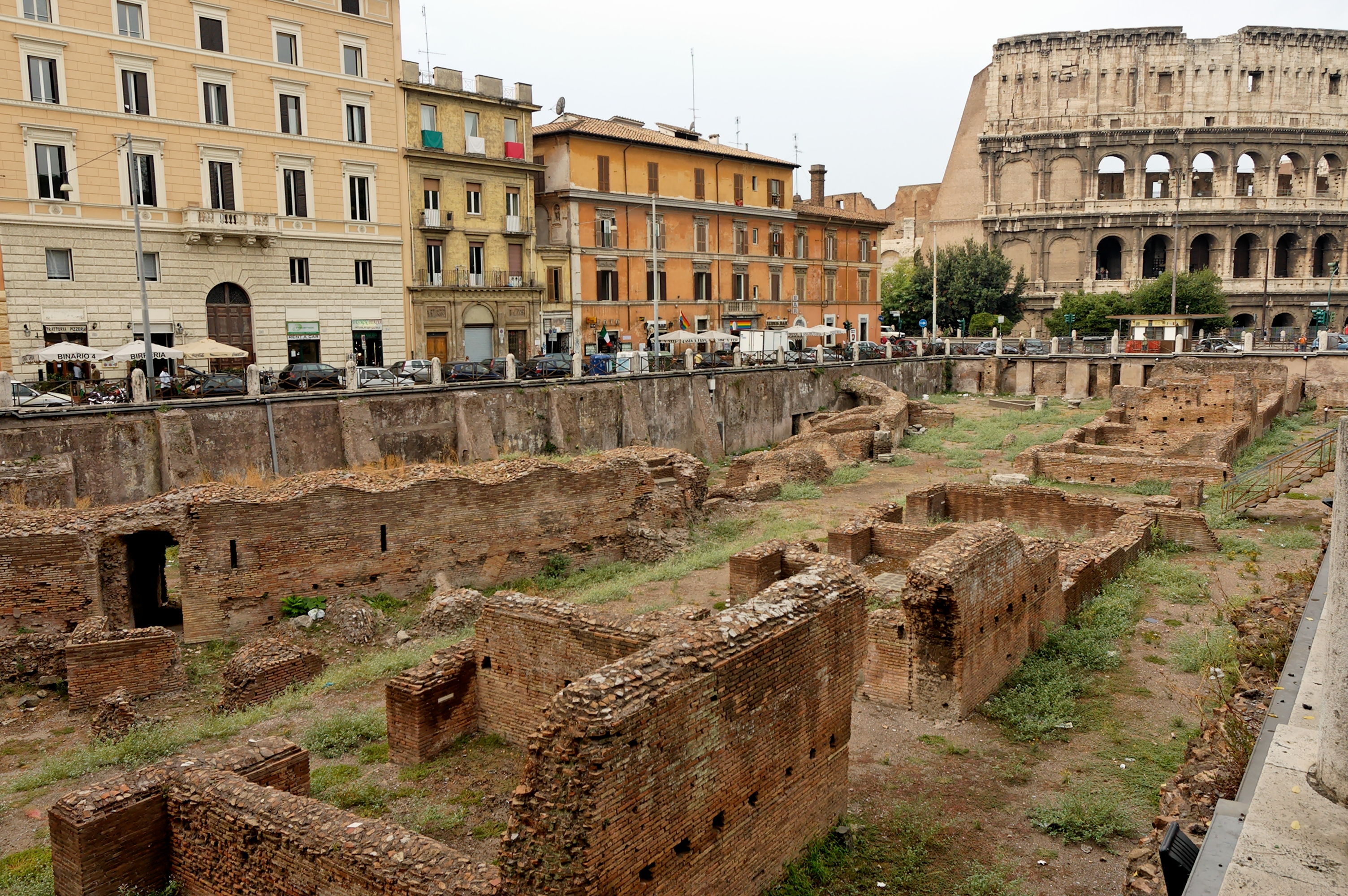
A római Colosseum mellett félkörívben helyezkedtek el a gladiátor viadalokhoz szükséges épületek, háttérintézmények, kiképzőhelyek, műhelyek és a kiszolgáló személyzet laktanyái.

A feljegyzések szerint hivatalosan először I. e. 105-ben Publius Rutilius Rufus és Cnaeus Mallius Maximus Konzulok intézkedtek róla. A gladiátori küzdelmek a császárkor elején sem szerepeltek, mint nyilvános játékok az állandó ünnepek alkalmával. Csak Domitianus óta tartattak meg szabályszerűen minden év decemberében. Domitianus négy gladiátor iskolát is alapított ludus magnus, gallicus, dacius és matutinus néven.
Ezek a küzdelmek annyira népszerűvé váltak, hogy korlátozni kellett a viadalok számát. A politikusok egy hatalmas eszközt fedeztek fel bennük, a nép szórakoztatása, már a cirkuszi viadalokban kimerült, ez az új típusú játék népszerűsítette őket a választások idején. A nézők puszta mulattatására élet-halál harcot kellett folytatniuk. Rómában mint halotti ünnepség I. e. 264-ben lépett fel először a munera Gladiatoria, amikor a két Brutus apjának emlékét ünnepelte.
Ave, Caesar morituri te salutant!
A gladiátorok, mint a nép szórakoztatói azonban csak a köztársaság utolsó éveiben kezdtek külön intézményt alkotni. Kr. e. 731-ben a város alapítása után külön amfiteátrumot építettek nekik nyitott arénával. A gladiátorok közönséges hadifoglyok voltak, kiket a lanista kiképzett és a szükséges fogásokra oktatott. A lanistákon kivül, akik gladiátorokkal üzletszerűen kereskedtek, gazdag magánemberek is tartottak gladiátorokat. A császárok (kivált Domitianus) vívóiskolákat alapítottak, melyeknek mintájára vidéki városokban (pl. Pompeii) épültek a gladiátoroknak kaszárnyák.
A lanistánál meghatározott étrendet kellett tartaniuk (sagina gladiatoria), s valamely fegyverben ügyességre szert tenniük. Ha az első fellépésnél beváltak, győzelmük igazolására nyakukra elefántcsont-táblácskát, tessera gladiatoriát kaptak. Ha kiváló érdemeik voltak, a lanistától a nép kívánságára rudist (fakard) kaptak, s fel voltak mentve a további küzdéstől, Rudiariusok lettek és fegyvereiket Héraklésznek szentelték. Néha szabad emberek is felléptek mint gladiátor nagy díjért (auctoramentum). A küzdést előre hirdetvén, a kitűzött napon díszöltönyben párosan vonultak az arénába. A lanista meghatározta a küzdő párokat, melyek először tompa fegyverekkel küzdöttek vagy gerelydobással mulattak, majd a tuba szavára megindult az élet-halál harc. A legyőzött, ha volt hozzá ereje, kegyelmet kérhetett a néptől (exorare populum), a felemelt kéz kegyelmet, a lefelé fordított hüvelyk a közönség részéről halált jelentett.
 Recipe ferrum (Fogadd be a vasat)

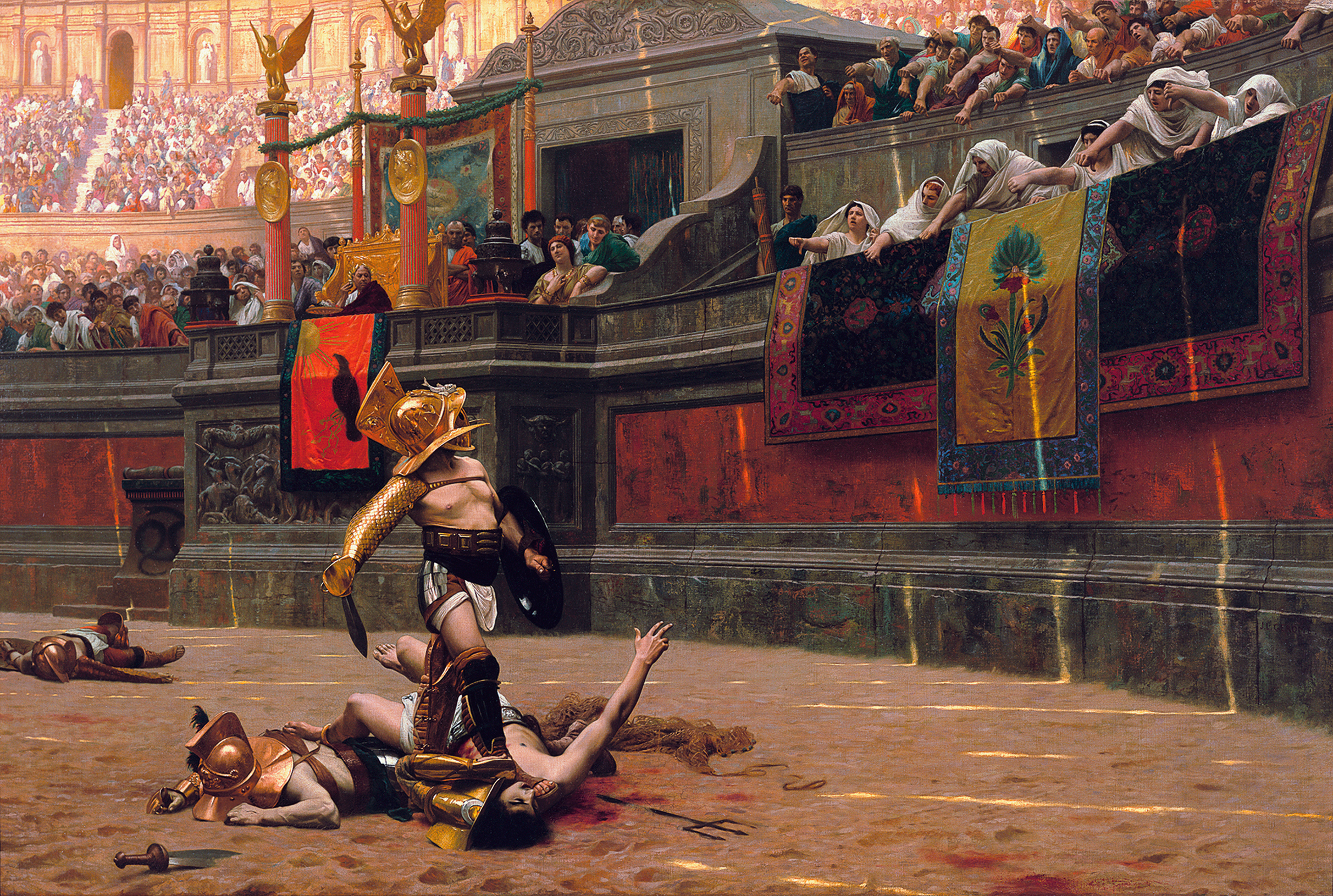
Jean-Léon Gérôme: Pollice Verso (1872)

A gladiátorok közt is voltak bizonyos osztályok. Legalsó fokon álltak a gladiatores meridianik, akiket fegyvertelenül, ütlegelve kergettek a fenevadak elé; a bustuarii-k, akik temetéseken és a cubicularii-k, akik ebédeken, banketteken mulattatták és szórakoztatták a vendégeket. Rajtuk kívül voltak a gladiátorok, akik rendes fizetést kaptak és császári zsoldban álltak. A kiszolgáltatottakat polcra állították, Caligula római császár vadállatokat uszított rájuk.
Voltak hagyományosan kialakult és előre megállapított típusú küzdőpárok. Így a hálóval felfegyverkezett retiarius, aki ellenfelének fejére vetette azt, és a secutor (éles karddal, páncélosan). Ha a secutor-nak gallus fegyverzete volt, akkor murmillo-nak hívták, aki ellen thaex-et léptettek fel sarló alakú görbe karddal. Teljes fegyverzettel samnites vagy hoplomachi volt a nevük. A essedarius-ok kétfogatú kocsin, az andabatoe-k bekötött szemmel lóháton küzdöttek. Végül voltak a kétkardosok (dimachaeri). A rudison kívül a gladiátorok kaptak palma gladiatoriát, Augustus óta pénzt is. De a fő vonzóerőt mégis a népszerűség képezte e gyászos mesterséghez, melyet a kereszténység sem volt képes megszüntetni s mely korán elterjedt Rómából a provinciákba.
Fő fészke Campania volt és a gladiátorok száma annyira megnőtt, hogy Spartacus alatt, sőt Nero római császár idején is megremegtették a fővárost. Otho és Vitellius alatt a katonák begyakorlására a hadseregbe is berendelték; különben megvetés tárgyai és minden rossznak (kivált bérgyilkosságoknak) eszközei voltak.

## Gladiátor mesterség
Gladiator in arena consilium capit (A gladiátor a cirkuszban dönti el, hogyan harcoljon.)

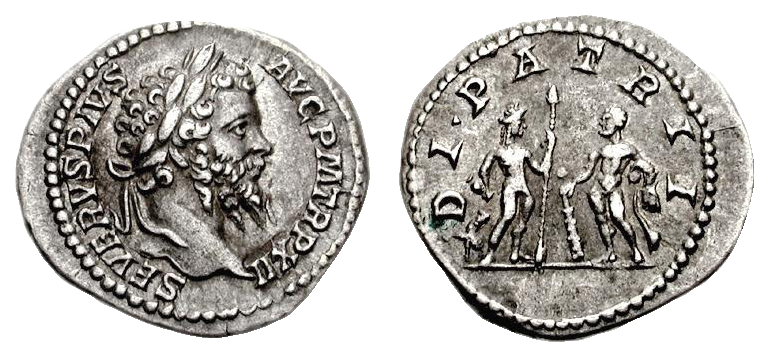
Gladiátorok Septimus Severus ezüstdénárján

A gladiátor mesterséget űzők különböző területekről kerültek a küzdőtérre:
- Rabszolgák – hadifoglyok

Az első gladiátorok azok a hadifoglyok voltak, akiket a hódító háborúk során elfogtak. Nevük is – gall, trák, samnis, – innen származik. Ezeket a bajvívókat népükre jellemző harcmodorral és fegyverzetben léptették küzdőtérre egymás ellen.
- Elítéltek

A súlyos bűnöket elkövetők tartoztak ide: templomgyalázók, gyújtogatók, katonaszökevények, gyilkosok, hazaárulók. A bíróság számukra a gladiátoriskolai kiképzést és az arénába való küzdelmet szabta ki büntetésül. Néró császár idejében a keresztényeket is a bűnösök közé sorolták, később a csalók és a kisstílű bűnözők is itt végezték, amikor a gladiátorok iránti kereslet megnövekedett.
- Önként vállalkozók (auctoratus)

Néhány kalandvágyó vagy őrült római polgár belépett az arénába gladiátornak. Ezekkel tisztességesebben bántak a kiképzők. Sokszor így szereztek hírnevet a dicsőségre vágyó rómaiak.
- Gladiátor nők

Az arénában küzdelmet vívó nők, a gladiatrixok ritka különlegességnek számítottak a gladiátor versengésekben. Elsőként Néró császár uralkodása alatt láthatták őket az amfiteátrumok nézői. Domitianus császár nagyon kedvelte az ilyen amazónharcokat, gyakran fáklyafénynél történtek ezek a viadalok. Egymással, valamint törpékkel és vadállatokkal vívtak küzdelmet. Egyes gladiátorjátékoknál férfiak és nők együtt szerepeltek. A férfiak hiúságukban sértve érezték magukat, mert a női viadalokat nem tartották egyenértékűnek a férfiakéval. A gladiatrix fegyverzete nagyméretű szögletes pajzsból állt, támadó karjukon és védekező lábukon páncélt viseltek. Kardjuk széles, rövid pengéjű volt. I. sz. 200 körül azonban Lucius Septimius Severus császár betiltotta szereplésüket.

## A gladiátorok típusai
|  |  |  |  |  |

| A gladiátorok típusai: | Ellenfelei:                   | Fegyverzet: |
| Murmillo               | Hoplomachus, Thraex, Murmillo | Nagy téglalap pajzs, rövid kard, fél lábszárvédő, fél karvédő és rácsos sisak.                                            |
| Hoplomachus            | Murmillo, Thraex              | Kis kerek pajzs, lándzsa, rövid kard, dupla lábvédő, fél karvédő, rácsos sisak.                                           |
| Thraex                 | Murmillo, Thraex              | Kis négyzetes pajzs, görbe kard, dupla lábvédő, fél karvédő és rácsos sisak.                                              |
| Retiarius              | Secutor, Scissor              | Háromágú szigony, tőr, háló.                                                                                              |
| Secutor                | Retiarius.                    | Ugyanaz, mint a murmillóé, csupán csak két lyuk van a szemnek a sisakján.                                                 |
| Scissor                | Retiarius.                    | Rövid kard, kézre szerelhető kétoldalas kampó, láncing, dupla kar és lábszárvédő, secutor féle sisak.                     |
| Provokator             | Provokator, Murmillo          | Ugyanaz, mint a murmillo csak mellvédő is van és más sisakot hord. Plusz kisebb a pajzsa, és combvérttel is rendelkezik.  |
| Equites                | Equites.                      | Ló, lándzsa, kard, kis kör alakú pajzs, sisak.                                                                            |
| Essedarius             | Essedarius                    | Nagy tojás alakú pajzs, lándzsa, kard, tojás alakú sisak.                                                                 |
| Venator                | Állatok                       | 3,5 méteres lándzsa, tőr                                                                                                  |
| Gladiatrix             | Gladiatrix, állatok           | Lábszárvédő, karvédő, négyszögletű pajzs, rövid kard                                                                      |
| Andabata               | Andabata                      | Szemnyílással nem rendelkező sisak, kard, pajzs, lábszár- és karvért                                                      |
| Gall                   | Más gladiátor típusok         | Gallokkal azonosított fegyverek                                                                                           |
| Laquearius             | Más gladiátor típusok         | A Retriariushoz hasonlóan szigony és tőr, háló helyett azonban lasszó                                                     |
| Cestus                 | Feltehetően Cestus            | Korabeli ökölvívó felszerelés                                                                                             |
| Crupellarius           | Feltehetően Crupellarius      | Nehézfegyverzet: lábvért, karvért, lemezvért és a későbbi, középkori fazéksisakhoz hasonló sisak, valamint pajzs és kard. |

- Gladiátor pajzs
- Gladiátor sisak
- Sisak
- Gladiátor sisak

## Fegyverzet

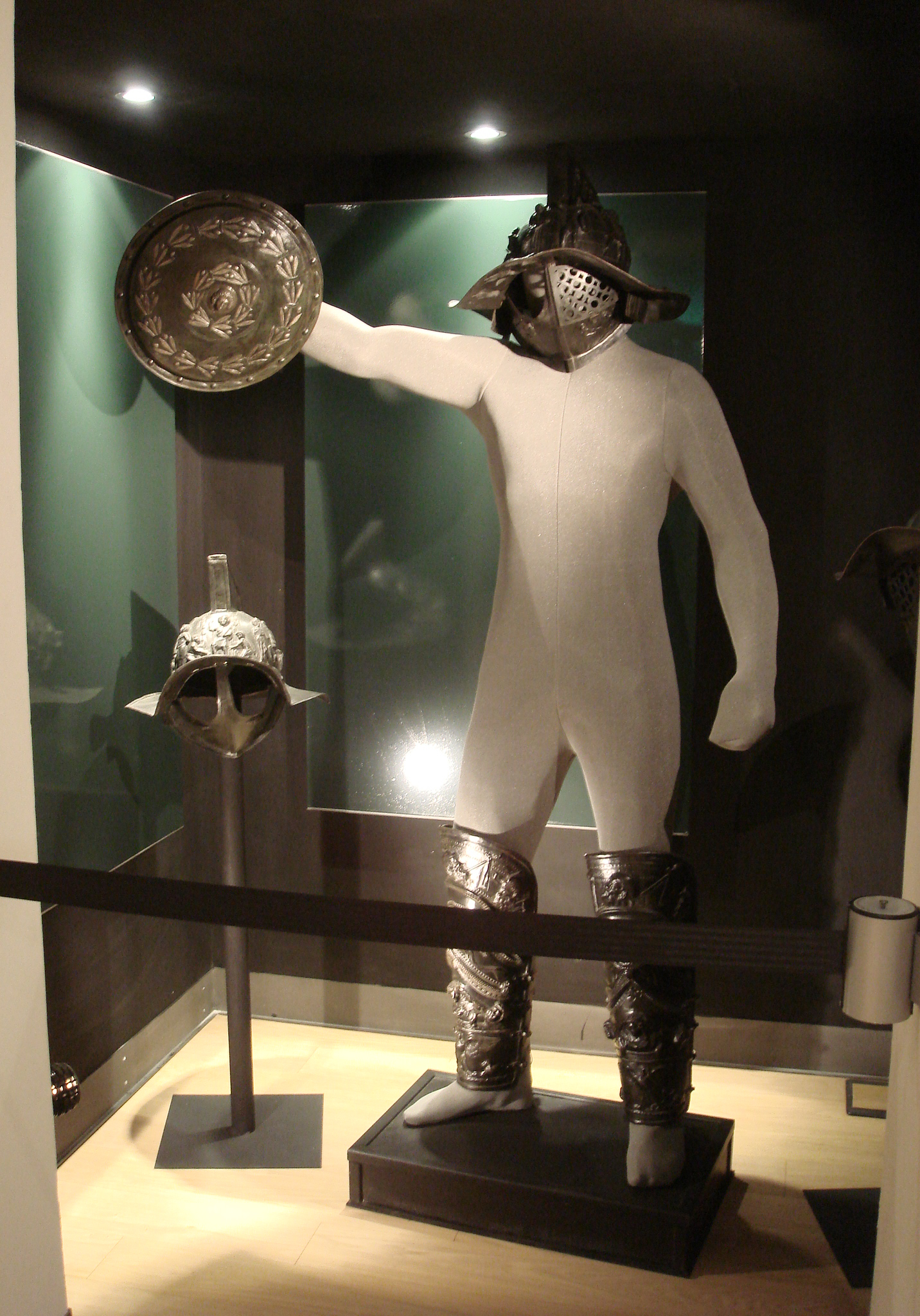
A gladiátor vértezetének elemei

Kezdetben a hadsereg fegyverzetében küzdöttek, de később szokássá vált a legyőzött népek fegyverzetébe öltöztetni a gladiátorokat.
- Kardok fajtái
  - Rudis, rudius
  - Sica

Cornelius Sulla, a dictator tette népszerűvé Rómában a thrák gladiátorokat, így került az arénákba e balkáni nép jellegzetes vágókardja, a sica. Pengéje tompaszögben előre megtört, általában csak ezt a belső oldalát élezték. Alakjánál fogva „orrsúlyos” volt, ezért készítői nagy és nehéz markolatgombbal látták el, hogy a kard egyensúlyi viszonyai jobbak legyenek. Szúrásra nagyrészt alkalmatlan volt, de ezt pótolta komoly vágóereje, valamint az, hogy előre ívelt pengéjével beférkőzhetett az ellenfél pajzsa mögé.
- - Falcata vagy khopis

Aszimmetrikus levél alakú, szintén belső ívére élezett vágókard, eredetileg a makedón és illír népek nemzeti fegyvere volt. A vágóél oldalán gyakran egy kézvédő lemezt vagy láncot helyeztek el, markolata készülhetett csontból vagy bőrrel borított fémből. Az arénákban ritkábban szerepelt, ekkor főként thrák fegyverzetű gladiátorok forgatták.
- - Acinaces

Parthus eredetű, ívelt pengéjű, egyélű lovassági szablya, szúrásra és vágásra egyaránt alkalmas volt. Alakja sokféle lehetett, a karcsú, kígyózó formáktól egészen a széles, a török népek handzsárjára emlékeztető pengékig. A gladiátorok közül csak a dimacherisek forgatták (ők természetesen kettőt), de soha nem terjedt el igazán.
- - Gladius graecus

A második pun háború után terjedt el a Birodalomban ez a hispán mintájú, rövid, kétélű kard. Széles, egyenes pengéjére masszív hosszanti gerincet kovácsoltak, leginkább szúrásra és hárításra volt alkalmas, vágásra kevésbé használták. A római közkatonák a jobb oldalukon, vállszíjon viselték, mivel a kard rövidsége lehetővé tette, hogy azonos oldali kézzel is könnyen előránthassák. A gladiátor (kardforgató) elnevezés arra utal, hogy a játékok széles körű elterjedése idején a harcosok többsége gladiust viselt. Később, a fegyvernemek differenciálódása után főként a nagy pajzzsal küzdő gladiátorok (secutor, myrmillo, hoplomachus) fegyvere lett, de két gladiust forgatott a dimacheris is. Érdemes megjegyezni, hogy a gladiátoriskolában gyakorlásra használt fakard, a rudis vagy rudius szintén a gladius mintájára készült.
- - Spatha

Hosszú, egyenes, egy-, vagy kétélű kard, a gladius előtt ez volt a római hadsereg közelharcra rendszeresített fegyvere. Később már csak egyes segédcsapatok használták, illetve a Birodalom története során végig ez volt a lovasság kardja. Az amphitheatrumokban is a lovas gladiátorok, az equitesek használták.
- - Pugio

Rövid, széles pengéjű tőr, főként szúrásra alkalmas. A legionáriusok tartalékfegyverként viselték, az arénában főként kivégzésre használták a szálfegyveres gladiátorok (retiarius, laquearius). Ritkán elsődleges támadófegyver is lehetett, ekkor mindkét harcos ökölpajzzsal (pugnum) és tőrrel volt felfegyverezve.
- Szálfegyverek

- - Hasta

1,8-3 méter hosszú, általában kőris- vagy bükkfa nyélre erősített fémhegyből álló szúrólándzsa, a nyél másik végére esetenként egy kisebb fémtüskét vagy gömb alakú ellensúlyt szereltek, ettől a lándzsaforgató küzdőstílusa változatosabbá és hatékonyabbá vált. A római hadsereg a korai időszakban elsődleges támadófegyverként használta a hasta-t, a mariusi hadseregreform után azonban a nehéz hajítódárda, a pilum teljesen kiszorította, végül már csak az arénákban forgatták a veles és a laquearius fegyvernemű gladiátorok.
- - Tridens

Talán a legismertebb gladiátorfegyver, a hálóvető retiarius által használt háromágú szigony. Vastag fanyelére villa formájú, vasból készült fej, a másik végén ellensúly került, így egy nehezebb szigony 3–4 kg-ot is nyomhatott. Használata azért sem volt könnyű, mert a retiarius a dobóháló miatt csak egy kézzel tarthatta a súlyos fegyvert. A háló esetleges elvesztése után már mindkét kezével a tridens-t fogta, a hármas heggyel kicsavarhatta a kardot ellenfele kezéből vagy kifordíthatta vele annak pajzsát. Reguláris hadseregben soha nem rendszeresítették, nem is volt alkalmas nagy tömegben való használatra.
- - Pilum

Az fentebb említett nehéz, katonai hajítódárda, 1,5 méter hosszú fanyelén közel 1 méteres, nyársszerű fémheggyel. A két rész találkozásánál általában egy fa csapot helyeztek el, amely a becsapódás pillanatában eltört, így az ellenfél nem tudta visszadobni a dárdát a légiósokra. Igen ritkán az arénákban is bemutatták, hogyan pusztítja a távoli csatatereken a pilum a Római Birodalom ellenségeit.
- - Venabulum

Könnyű vadászgerely, 1-1,5 méteres nyelén kis vasheggyel. Elterjedt volt a vadállatok ellen harcoló venatorok között, és esetenként a több ellenféllel egyszerre küzdő harci kocsis gladiátor, az essedarius is ilyenekkel volt felszerelve.

## Gladiátor iskolák (ludus)
- Kiképzésük

Az első hónapokban az újoncnak kevés szabadideje maradt, nem is hagyhatta el az iskolát. Kemény módszerekkel oktatták vasfegyelemre, testét pedig célirányos táplálkozással és kimerítő edzésekkel hozták formába. A hadifoglyokra és elítéltekre ezután is szigorúan felügyeltek. Az önkéntesek és felszabadított rabszolgák nagyobb szabadságot élveztek, hétvégenként elhagyhatták a ludust.
Az iskolához tartozott egy kis aréna, itt tartották az edzéseket. Az edzéseket általában a veterán gladiátorok vezették. Az újoncok először egy vastag cölöpnél (palus) gyakoroltak, később fából készült fegyverekkel csaptak össze egymással. Több hónapig, néha fél évig is eltartott, mire egy újoncnak (tiro) megengedték, hogy fellépjen az arénában. Minden gladiátor egyforma alapkiképzést kapott, ezután figyelembe véve a gladiátor egyéni adottságait, kiválasztották a neki megfelelő fegyvernemet (Armatura).
- Ellátás
- Gladiátorok jogai

## Híres gladiátorok

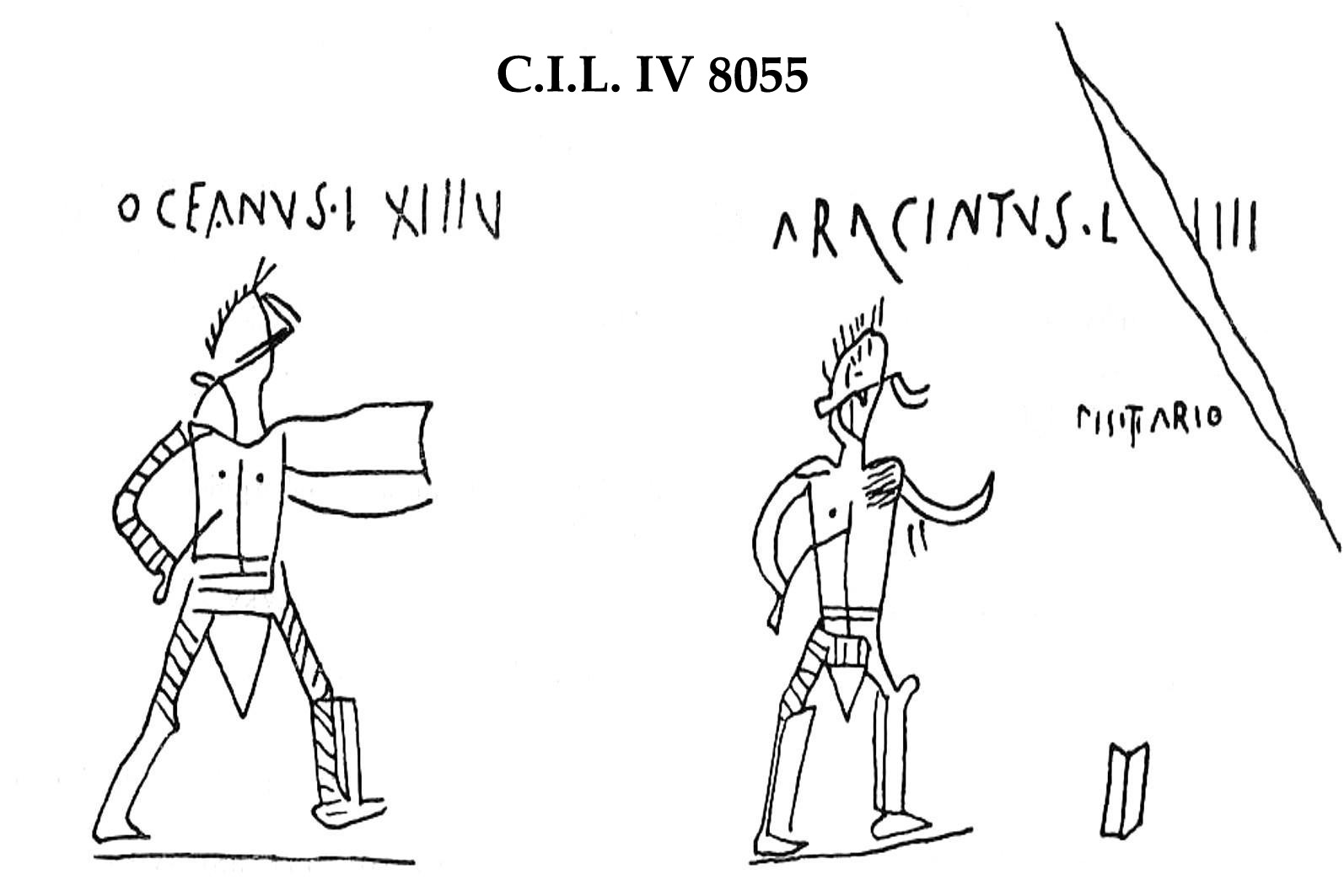
Falfirka Pompeii-ből, a helyi gladiátor hírességek nevével

quod in omni vita facimus in aeternum resonat (Amit életünkben teszünk, az az örökkévalóságban visszhangzik)

## A gladiátor játék
- A küzdelmek helyszínei
  - A római Colosseum
  - Más amphiteátrumok

Sok más városban is voltak amphiteátrumok, csak nem olyan híresek, mint a római Colosseum (ilyen például az aquincumi amphiteátrum).
- - Más helyszínek

A távolabbi provinciákban, ahol még nem voltak amphiteátrumok, színházak, cirkuszok voltak a gladiátorviadalok helyszínei.
- A hírverés
- A játékok megnyitása
- A küzdelem szabályai

A küzdelemnek lényegében csak egy fontosabb szabálya volt, nem szabadott hasba szúrni az ellenfelet, mert az ókorban nem tudták még gyógyítani a belső szerveket.
- - Speciális küzdelmek
    - Naumachia – Vízicsaták. A legköltségesebb szórakozásfajta volt a Colosseumban. Az alsó szintek úgy voltak kialakítva, hogy az egész belső teret vízzel fel lehetett tölteni. A hajózható magasság 1,5 m volt, ehhez 18 millió liter vizet kellett 7 óra alatt betölteni az arénába. Történelmi csatákat jelenítettek meg hajókkal, csónakokkal. Máskor pedig misztikus világot varázsoltak a porondra, bonyolult gépezetek segítségével.
    - Állatviadalok

Általában Afrikából, Ázsiából szerzett állatokkal eresztettek össze külön erre a célra kiképzett gladiátorokat. Később ezek a harcok öldökléssé fajultak.
- A győztes jutalma

A győztes jutalma egy babérkoszorú és egy pálmaág volt. Az ügyes gladiátoroknak, akik már 20-30 alkalommal nyertek, általában szabadság volt a jutalmuk, megkapták az állampolgárságot. Voltak, akik nem tudtak harc nélkül élni, ők vagy beálltak a hadseregbe, vagy visszamentek az arénába harcolni.
- A vesztes

A vesztes életéről a császár döntött, a lefele fordított hüvelykujj a halált jelentette, a fölfelé fordított az életben maradást. A halálos ítéletet vagy úgy hajtották végre, hogy hátulról szúrta a nyertes szíven, vagy elölről szúrt a nyakába. A vesztesnek a halált mindig bátran, zokszó nélkül kellett tűrnie.

## A római Colosseum
A római Colosseumot, melynek eredeti neve Amphitheatrum Flavium volt, i. sz. 80-ban Titus császár nyitotta meg a gladiátorjátékok számára. A császár az ünnepségre 9000 vadállatot ajánlott föl.

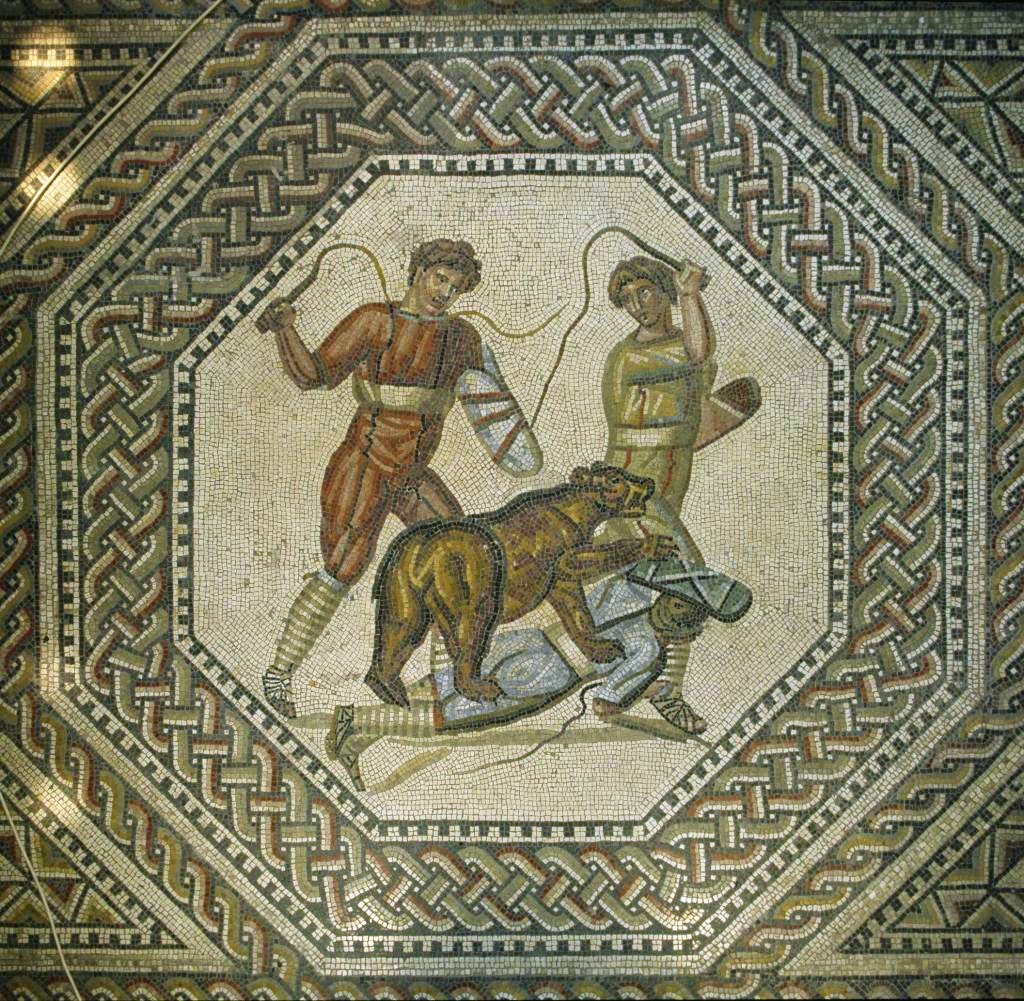
Harc vadállatokkal

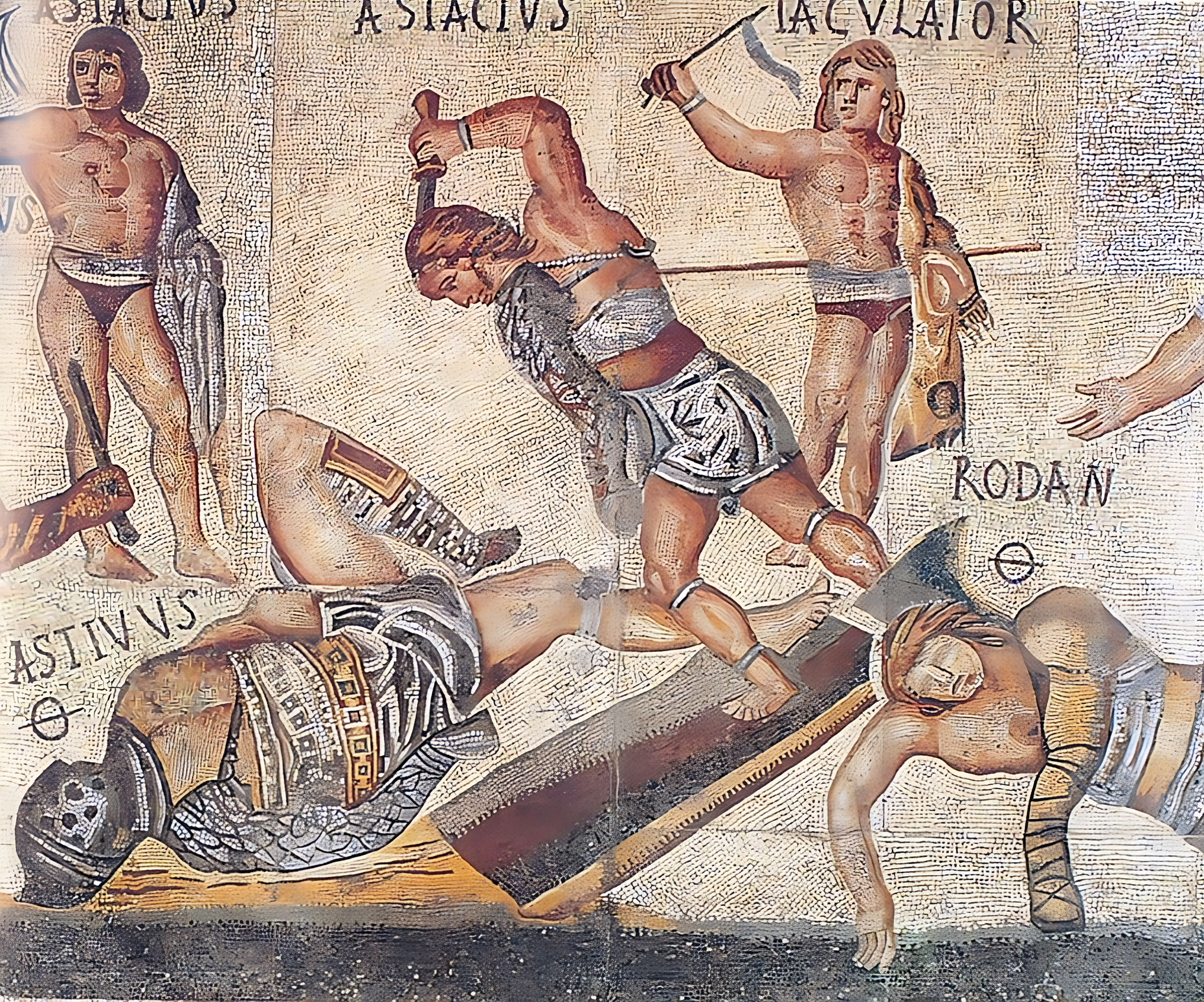
Harc gladiátorok között

## Tacitus leírása Fidenae város amfiteátrumáról
Marcus Licinius és Lucius Calpurnius consulsága alatt roppant háborúk veszteségével ért fel egy előre nem látott szerencsétlenség: kezdete egybeesett a végével. Fidenaeben ugyanis amphitheatrum építésébe fogtak, és egy Atilius nevű felszabadított rabszolga, aki gladiatori látványosságokat akart rendezni, nem vetette meg szilárdan az alapokat, a tartógerendákat sem elég erős kapcsokkal kötötte össze, mivel nem azért vállalta a dolgot, mert bővében volt a pénznek, nem is kisvárosi becsvágyból, hanem a piszkos nyereségért. Odaözönlöttek az ilyesmire kíváncsiak, kik Tiberius uralkodása alatt elestek a szórakozásoktól, férfiak és nők, mindenféle korúak, méghozzá annál többen, mivel a hely közel volt. Így még súlyosabb volt a pusztulás; az épület zsúfolásig megtelt, aztán rogyott össze, úgy, hogy befelé is omlott, kifelé is dőlt, s a roppant tömeg embert, akik a látványosságot figyelték vagy a cirkusz körül ácsorogtak, magával sodorta és eltemette. Még azok, kiket a beomlás mindjárt halálra sújtott, sorsukhoz képest legalább a kínlódást elkerülték; a szánalomra méltóbbakból az élet nem mindjárt szállt ki, csak testük valamely része szakadt le; ezek nappal tekintetükkel, éjszaka jajveszékelve és sóhajtozva keresték feleségüket vagy gyermekeiket. Már mások is odasereglettek a hírre: ez testvérét, az rokonát, amaz szüleit siratta; akinek más okból volt távol barátja vagy ismerőse, éppen úgy reszketett, s amíg meg nem tudták, kiket ért ez a szerencsétlenség, a bizonytalanság miatt még többekre kiterjedt a félelem. Amint elkezdődött a romok eltakarítása, odacsődültek, hogy öleljék, csókolják a halottakat, és gyakran vitára került a sor, ha zúzódottabb volt az arc, de a hasonló termet vagy életkor megtévesztette a keresőket. Ötvenezer embert nyomorított meg vagy nyomott agyon ez a szerencsétlenség, s a jövőre nézve senatusi határozattal úgy intézkedtek, hogy akinek négyszázezer sestertiusnál kisebb vagyona van, ne rendezhessen gladiatori játékot, és csak megvizsgált szilárdságú talajra lehessen amphitheatrumot építeni. Atiliust száműzték.

## Gladiátorok ma, hagyományőrzés
Az első újkori gladiátoriskolát, a Familia Gladiatoria Pannonicát 1985-ben alapította Weixelbaum János. Azóta szerte Európában elterjedtek a gladiátorok harcművészetét kutató hagyományőrző csapatok.
Adott évszázadok hagyományőrzői találkoznak évről évre Trier, Nîmes, Carnuntum, Villa Borg, Aquincum, Gorsium fesztiváljain, ahol a harc mellett az ókor mindennapjai is megelevenednek.

## Gladiátorok a mozivásznon
- Ben Hur (1959)
- Spartacus (1960)
- Gladiátor (2000)
- Amazonok és gladiátorok (2001)
- A gladiátor – Germanus bosszúja (2003)
- Colosseum: A Gladiator's Story (2003)
- Spartacus (2004)
- Spartacus: Vér és homok (2010)
- Spartacus: Az aréna istenei (2011)
- Spartacus: Bosszú (2012)